# 马洛洛斯主教座堂
马洛洛斯主教座堂，全稱圣母无原罪圣殿，是一座罗马天主教宗座圣殿和主教座堂，位于菲律宾布拉干省省会马洛洛斯，为天主教马洛洛斯教区的主教座堂。

## 历史
该堂由奥斯定会的玛窦神父创建于1580年6月11日。
1673年竣工。1813年教堂和修道院被大火烧毁。1814年重建了目前的教堂，1817年完工，1826年祝圣。

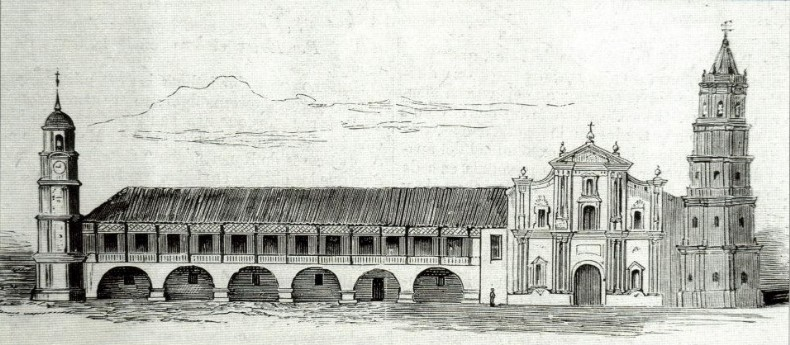

从1898年9月15日到1899年3月31日的菲律宾第一共和国时期，首任菲律宾总统埃米利奥·阿奎纳多曾以马洛洛斯教堂和修道院作为其总统府所在地。1899年，马洛洛斯教堂被大火部分烧毁，20世纪初重建。
1961年天主教马洛洛斯教区成立，以该堂为主教座堂。

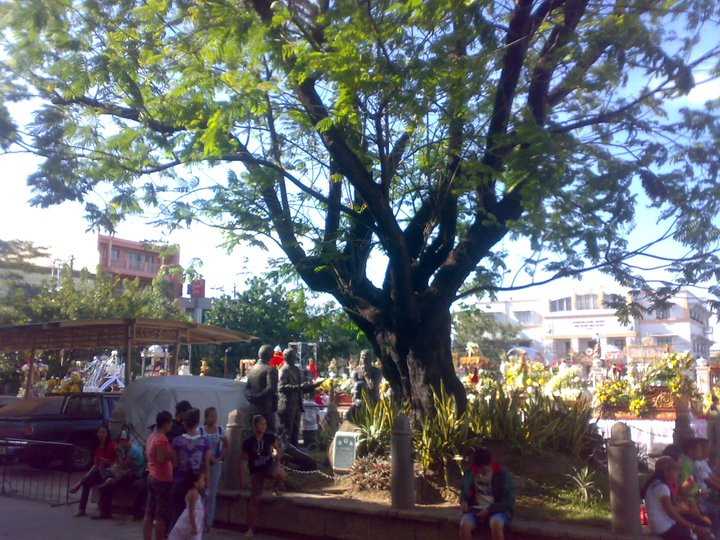
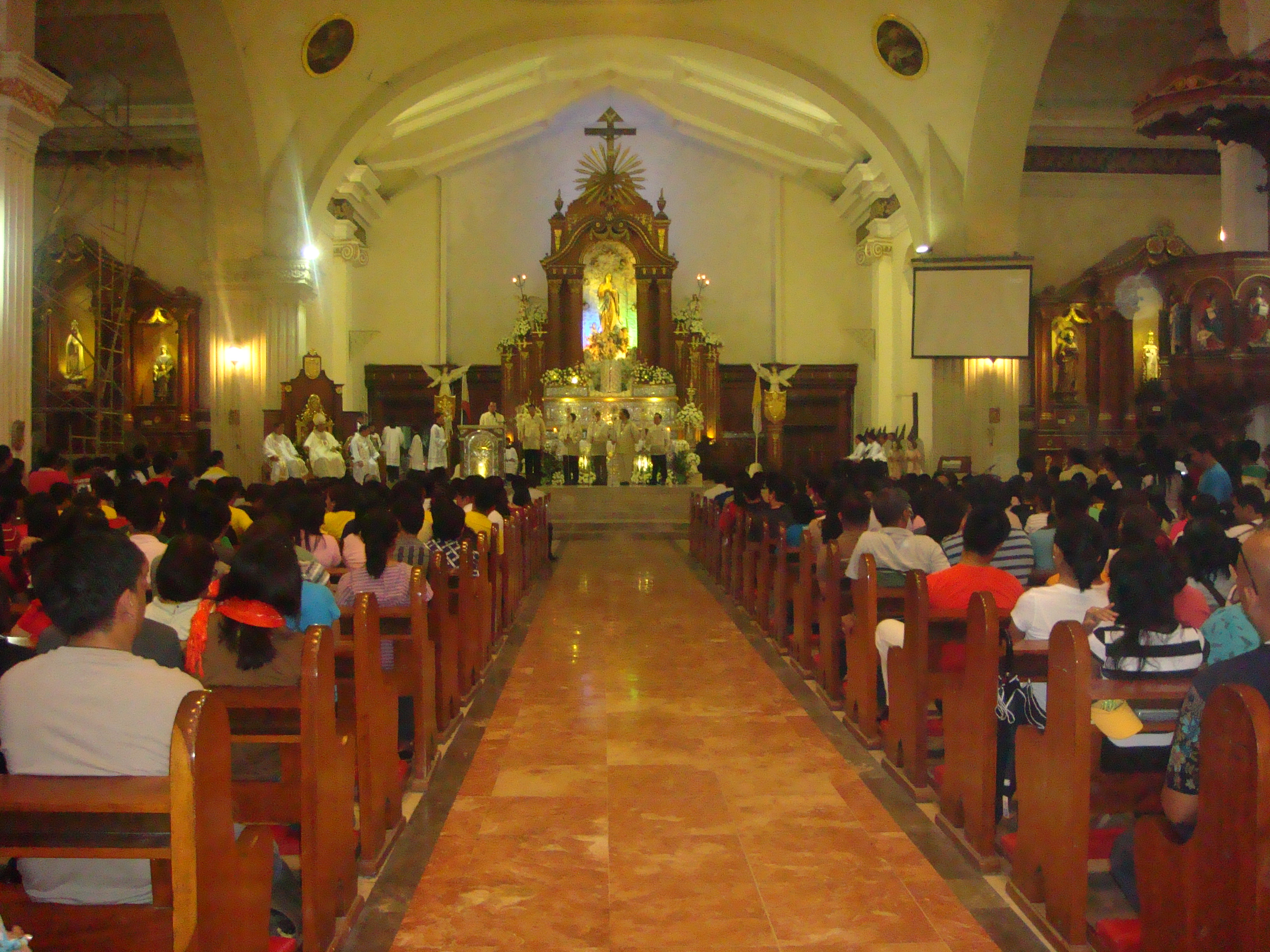
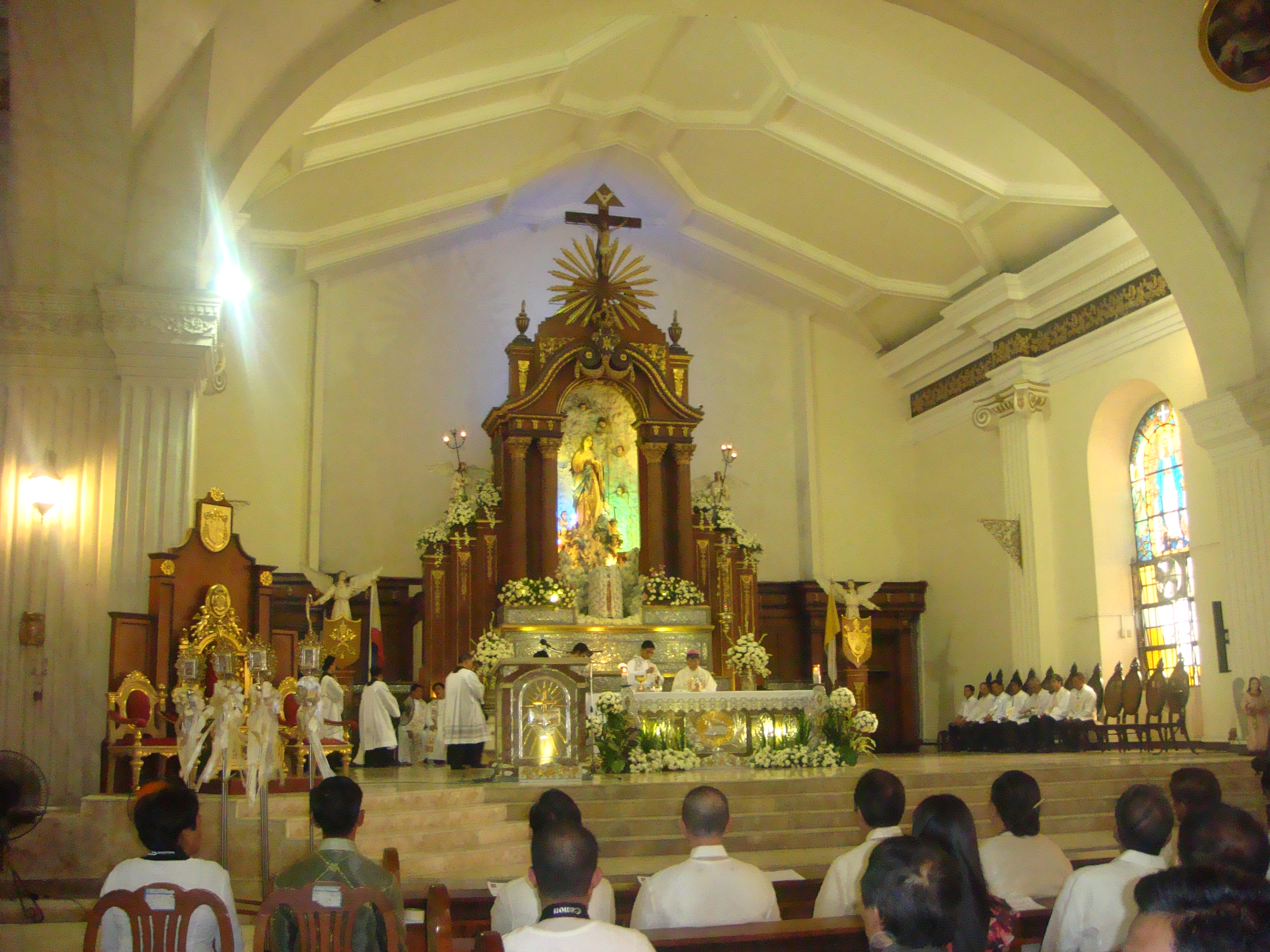
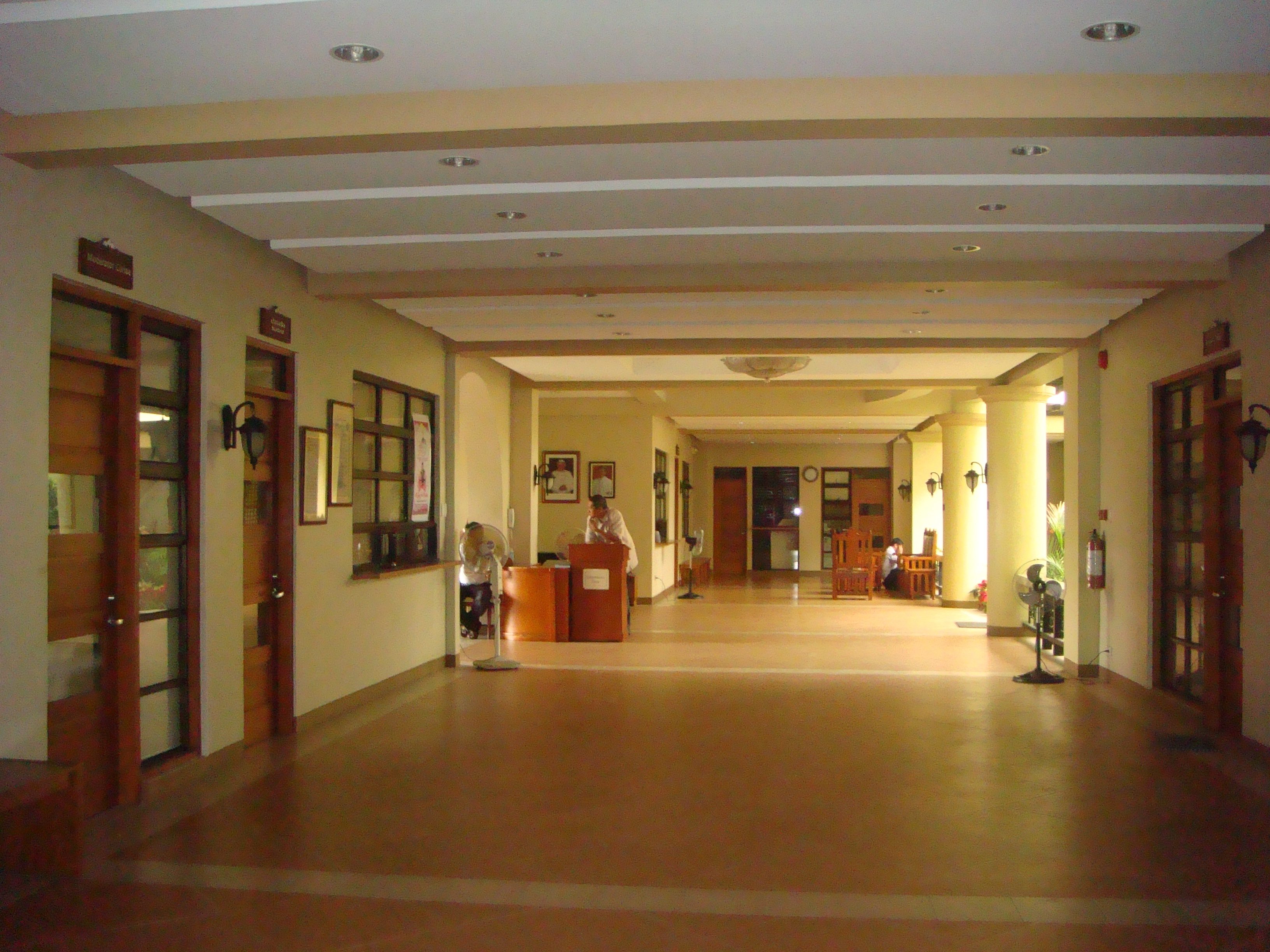
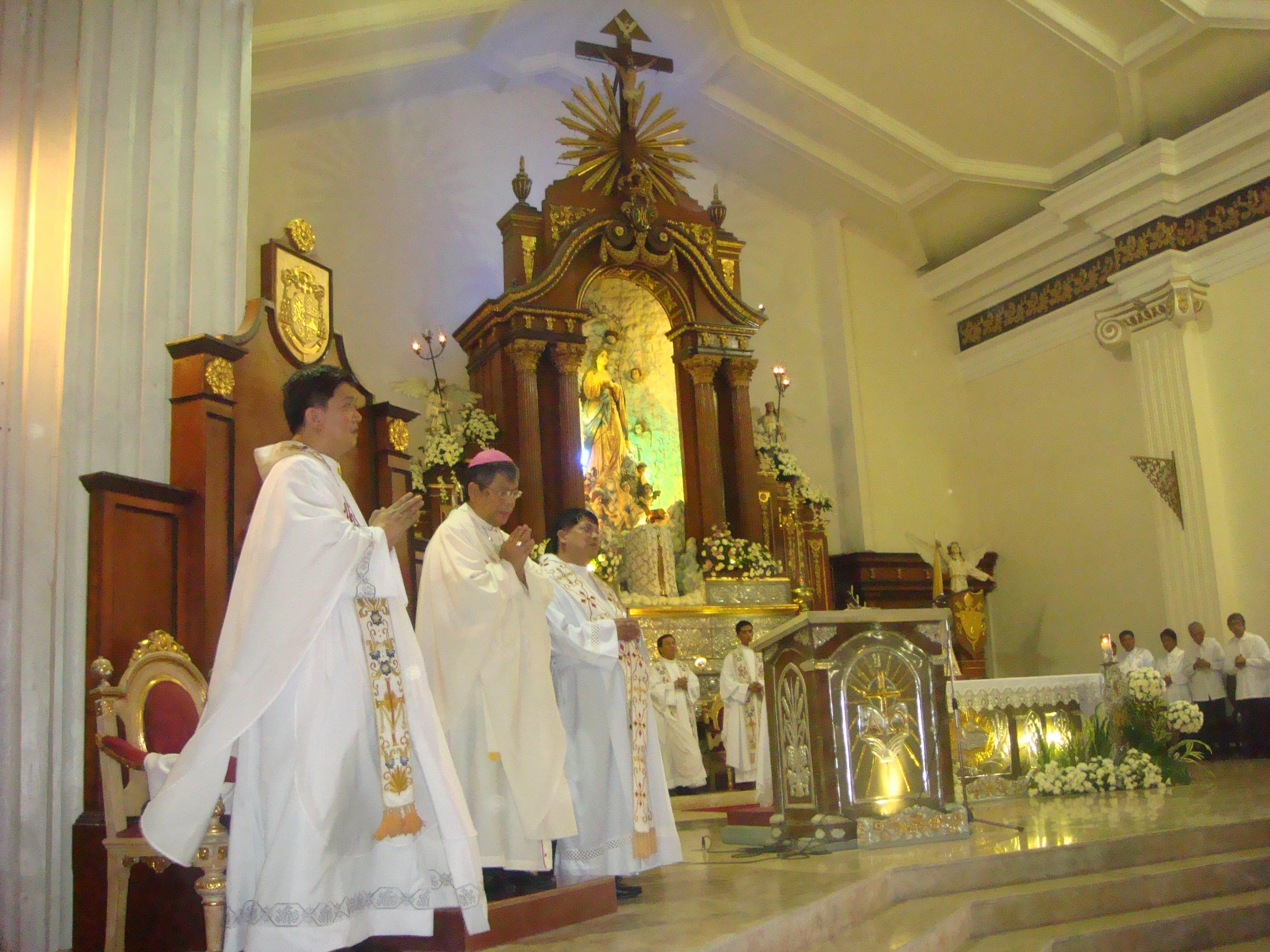
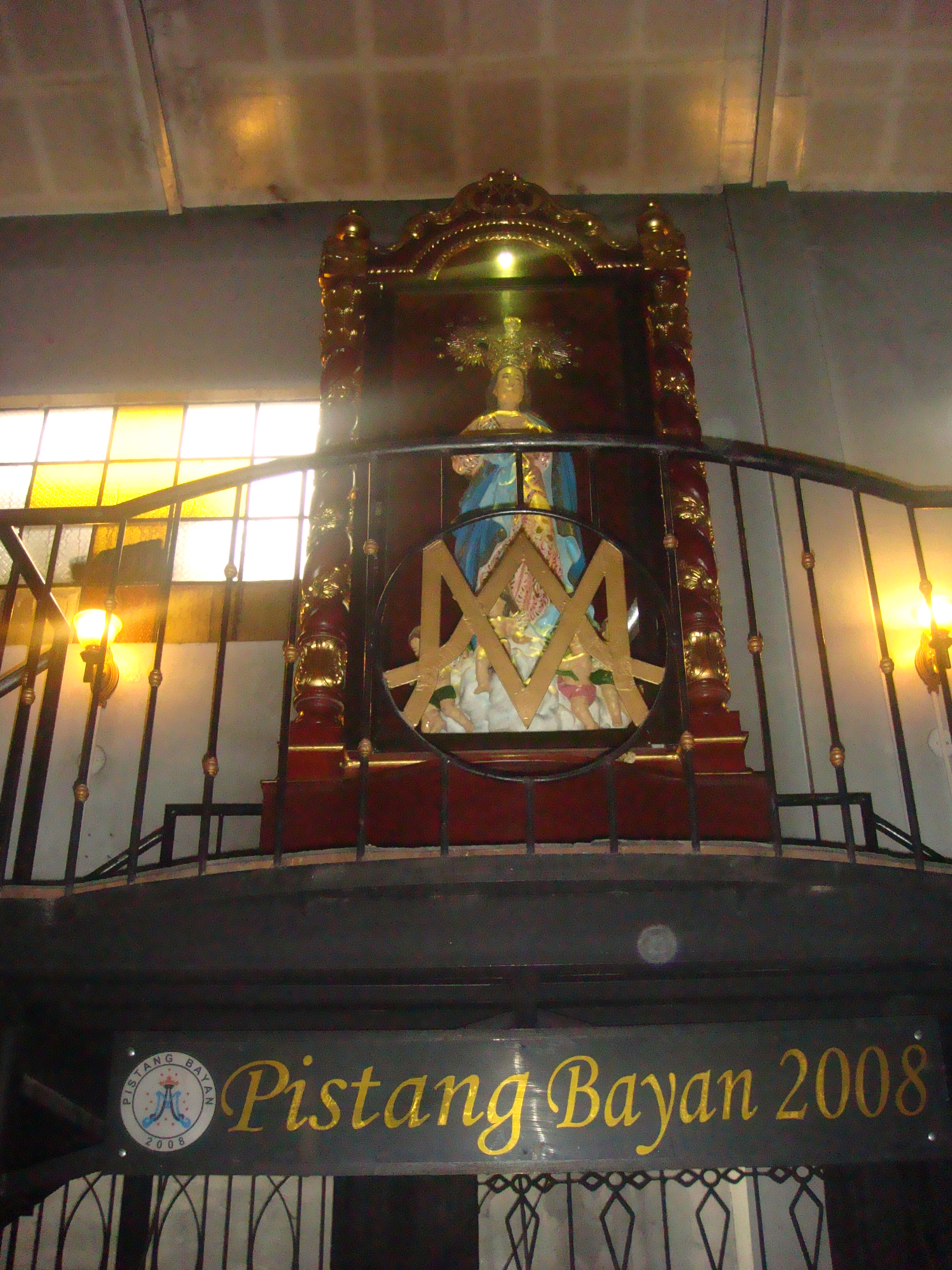

1999年12月4日，该堂被升为宗座圣殿。

## 外部連結
- 马洛洛斯主教座堂的Facebook專頁